# Dis-moi juste que tu m'aimes
Pour plus de détails, voir Fiche technique et Distribution.
Dis-moi juste que tu m'aimes est un film dramatique français réalisé par Anne Le Ny et sorti en 2024,.
Il est présenté au Festival du film Nuits noires de Tallinn, en novembre 2024.

## Synopsis
Au bout de quinze ans de mariage, une crise met à l’épreuve l’union de Julien et Marie. Dans le couple, cette dernière a toujours été celle qui aimait le plus, aussi, au moment où Anaëlle, le grand amour de jeunesse de son mari Julien, réapparait dans le paysage, Marie panique. Perdue dans une spirale infernale de jalousie et d’autodépréciation, Marie se laisse entraîner dans une aventure avec Thomas, son nouveau supérieur hiérarchique.

## Fiche technique
Sauf indication contraire, les informations mentionnées dans cette section peuvent être confirmées par les bases de données cinématographiques IMDb, Allociné et Unifrance,  présentes dans la section « Liens externes ».
- Titre original : Dis-moi juste que tu m'aimes
- Réalisation et scénario : Anne Le Ny
- Musique : Benjamin Esdraffo
- Décors : Samuel Deshors
- Costumes : Camille Rabineau
- Photographie : Laurent Dailland
- Son : Logan Lelièvre et Frédéric de Ravignan
- Montage : Virginie Bruant
- Production : Bruno Levy
  - Production déléguée : Sylvie Peyre
- Sociétés de production : Move Movie, en co-production avec La Compagnie Cinématographique, France 2 Cinéma, Korkoro, Panache Productions et SND
- Sociétés de distribution : SND (France) ; Frenetic Films (Suisse romande), Megarama Distribution (Maroc), Vertigo Films Distribution (Belgique)
- Budget : 7,1 millions €[réf. nécessaire]
- Pays de production :  France
- Langue originale : français
- Format : couleur — 2,39:1 — son 5.1
- Genre : drame
- Durée : 111 minutes
- Dates de sortie :
  - Estonie : 16 novembre 2024 (Festival du film Nuits noires de Tallinn)[3]
  - Belgique, France, Maroc : 19 février 2025
  - Suisse romande : 26 février 2025

## Distribution
- Omar Sy : Julien
- Élodie Bouchez : Marie
- José Garcia : Thomas
- Vanessa Paradis : Anaëlle
- Jennifer Decker : Cassandre
- Marie Ayissi : Maelys
- Sophie Ricci : Gwen
- Catherine Vinatier : Estelle
- Éric Verdin : le directeur

## Production
Le film a été tourné à Vannes, en Bretagne. La ville est souvent mentionnée par les personnages.